# Kakol, Ranibennur
Kakol là một làng thuộc tehsil Ranibennur, huyện Haveri, bang Karnataka, Ấn Độ.